# Faramea myrticifolia
Faramea myrticifolia är en måreväxtart som beskrevs av John Duncan Dwyer. Faramea myrticifolia ingår i släktet Faramea och familjen måreväxter.
Artens utbredningsområde är Costa Rica. Inga underarter finns listade i Catalogue of Life.